# マックス・ミューラー

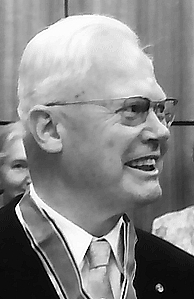

マックス・ミューラー（Max Müller, 1906年9月6日 - 1994年10月18日）は、ドイツの哲学者にして第二次世界大戦後に影響力のあったカトリックの知識人。フライブルク大学及びミュンヘン大学で教授として教鞭をとった。

## 概要
フランスとの国境にほど近いバーデン＝ヴュルテンベルク州オッフェンブルク出身。1930年に大学を卒業しており、同年にともに卒業した者としては哲学者にして心理学者のマルティン・ホネッカーがいる。

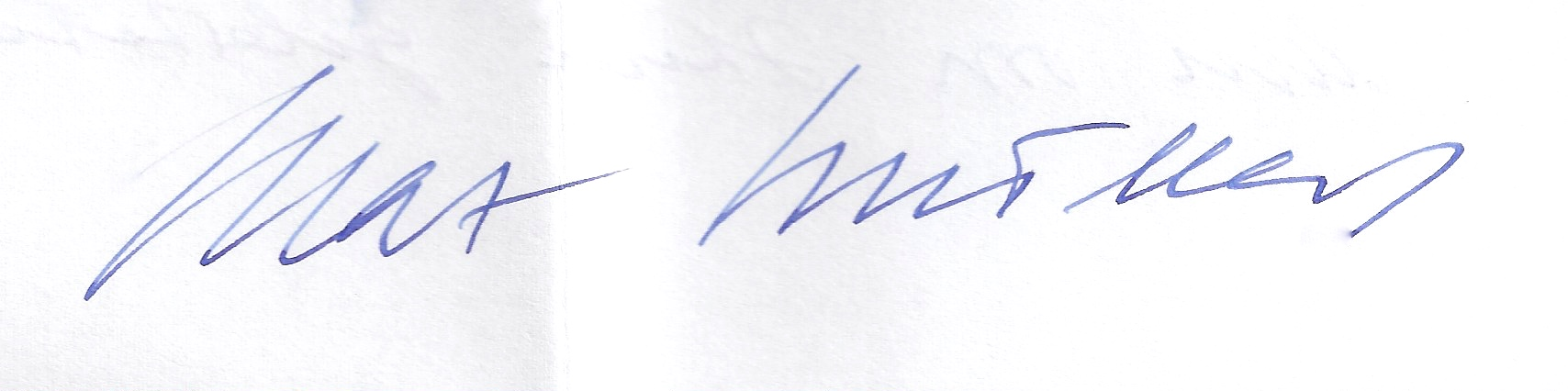
サイン

ミューラーは1937年にトマス・アクィナスの真理と理性に関する論文を仕上げている。この時期彼はカトリック青年運動 (Katholische Jugendbewegung) に参加してそこでマルティン・ハイデッガーの哲学から影響を受けており、このことが彼の「相互措定」(Auseinandersetzung) の思想の形成につながった。ナチス政権時代にはミューラーはカトリック青年運動共々反政府活動を行った。ナチスの教育方針に反したため、ミューラーはハイデッガーによって解雇された。
彼はカトリックの教師として活動した。第二次世界大戦後、ホネッカー亡き後には彼の生前のフライブルク大学での地位を継承した。大学での活動に加えてミューラーはフライブルクで社会的な問題にも取り組んだ。1960年にフライブルク大学からミュンヘン大学に移り、1972年に退官したのちには再びフライブルク大学へ戻り、客員教授 (Honorarprofessor) として哲学と神学を教えた。フライブルクにて没した。
彼は主にホネッカー、エトムント・フッサール、ハイデッガーから影響を受けたが、歴史学者のフリードリヒ・マイネッケ、神学者のロマーノ・グアルディーニからも影響を受けた。

## 思想
ミューラーは古典的な形而上学とともにフッサールの現象学やハイデッガーの存在論も取り扱った。彼はそこから歴史的自由の哲学としての「メタ歴史学」を発展させた。歴史という概念はそれぞれの時代で異なっているものだと彼は考えた。人の「超越論的経験」は業としての世界での社会的成功を通して相互措定の内で生まれる。人々の間の個人的関係を伴った政治、宗教、科学技術によって、答えを出し有意義な業績を上げるための手段が手に入れられる、とした。